# Юнозеро
Юнозеро — пресноводное озеро на территории Кяппесельгского сельского поселения Кондопожского района Республики Карелии.

## Общие сведения
Площадь озера — 3,6 км². Располагается на высоте 60,7 метров над уровнем моря.
Форма озера продолговатая: оно более чем на шесть километров вытянуто с северо-запада на юго-восток. Берега каменисто-песчаные, преимущественно возвышенные.
С западной стороны озера вытекает река Юнозерка, впадающая в Малойгубу Онежского озера.
Острова на озере отсутствуют.
Населённые пункты и автодороги вблизи Юнозера отсутствуют. В трёх километрах к западу располагается старинная нежилая карельская деревня Кокорино.
Код объекта в государственном водном реестре — 01040100611102000018558.